# Фріц фон Белов
Фріц фон Белов (нім. Fritz von Below; нар. 23 вересня 1853, Данциг — пом. 23 листопада 1918, Веймар) — німецький воєначальник Прусської армії, генерал від інфантерії Німецької імперської армії. Учасник Першої світової війни (1914–1918), бився на Східному та Західному фронтах світової війни.